# IC 4888
IC 4888 — галактика типу E-S0 (еліптична спіральна галактика) у сузір'ї Телескоп.
Цей об'єкт міститься в оригінальній редакції індексного каталогу.